# Glyphonycteris
Glyphonycteris (Thomas, 1896) è un genere di pipistrelli della famiglia dei Fillostomidi.

## Descrizione

### Dimensioni
Al genere Glyphonycteris appartengono pipistrelli di piccole e medie dimensioni, con lunghezza della testa e del corpo tra 55 e 84 mm, la lunghezza dell'avambraccio tra 37 e 58 mm, la lunghezza della coda tra 8 e 15 mm e un peso fino a 30 g.

### Caratteristiche craniche e dentarie
Il cranio presenta un rostro rigonfio e una scatola cranica a cupola. Gli incisivi superiori sono simili ai canini mentre quelli inferiori sono trifidi. I canini superiori sono corti.
Sono caratterizzati dalla seguente formula dentaria:

### Aspetto
La pelliccia è lunga, con peli che sono generalmente di un colore unico o tricolori, ma mai bicolori. Le parti dorsali sono grigio-brunastre scure, mentre quelle ventrali variano dal grigio al marrone scuro. Il muso è corto, con una foglia nasale lanceolata e con la parte anteriore fusa con il labbro superiore. Sul labbro inferiore invece è presente un solco circondato da un cuscinetto carnoso liscio a forma di V. Le orecchie sono lunghe, appuntite, col la metà superiore del margine esterno concava e prive di qualsiasi banda cutanea che le unisce alla base. La coda è corta ed inclusa completamente nell'ampio uropatagio. Il calcar è più corto del piede. Il quarto metacarpo delle dita è solitamente il più corto, mentre il quinto è il più lungo.

## Distribuzione
Il genere è diffuso in America meridionale.

## Tassonomia
Il genere comprende 3 specie.
- Una sola coppia di incisivi superiori.

Glyphonycteris daviesi
- Due paia di incisivi superiori.

Glyphonycteris behnii
Glyphonycteris sylvestris